# John Ritchie
Pour les articles homonymes, voir Ritchie.
John Henry Ritchie (12 juillet 1941 à Kettering - 23 février 2007) était un footballeur britannique évoluant au poste d'avant-centre. 
Avec 176 buts en 343 matchs, John Ritchie reste le meilleur buteur de l'histoire de Stoke City FC. Il arrêta sa carrière en 1975 à la suite d'une double fracture de la jambe.

## Carrière
- 1962-1966 : Stoke City FC
- 1966-1969 : Sheffield Wednesday FC
- 1969-1975 : Stoke City FC